# ارمنی‌های یونان
ارمنی‌های یونان (یونانی: Αρμένιοι) شهروندان یونانی از قوم و تبار ارمنی هستند. حضور ارامنه در یونان از قرن‌ها پیش هنگامی که ارامنه به دلایل گوناگون، ارمنستان را ترک کرده و در ناحیه وسیع‌تری در تسلابی، مقدونیه و تراس اقامت گزیدند آغاز شد. رد پای ارامنه را می‌توان در جزایر یونانی کرت و کرکیرا (کورفو) نیز یافت ولیکن ارامنه هنگامی در یونان، شخصیت اجتماعی به دست آوردند که بعد از ۱۹۲۰ بین ۸۰٬۰۰۰–۷۰٬۰۰۰ نفر از آنان که بر اثر قتل‌عام ارامنه کیلیکیه، سمیرنا، ایونیا، کنستانتینوپل و دیگر مناطق آسیای صغیر گریخته و در سراسر یونان پراکنده شدند.

## اقامت اولیه
تاریخ‌های حضور ارامنه در یونان به قرن‌ها پیش بر می‌گردد هنگامی که ارامنه در سالونیک، مقدونیه، تریس و جزایر کرت و کرکیرا به دلایل گوناگون نظیر جنگ و تجارت اقامت گزیدند. چند مورد تاریخی وجود دارد که می‌تواند بر دلیل حضور ارامنه در یونان شهادت دهند. تاریخ نسب‌شناسی برخی از خانواده‌های قدیمی ارمنی و برخی از شهرستان‌ها و روستاها که دارای نام‌های ارمنی هستند نظیر یک روستای قدیمی ارمنی در تسالونیک که به نام آرمنوس بود، یک روستا بین شهرهای لاریسا و ولوس که نام آن آرمنیو است و سایر سکونت‌ها در سرزمین اصلی و جزایر یونان.

## اوایل قرن بیستم
در سال ۱۸۹۰ جامعه کوچکی از ارامنه شامل ۱۵۰ نفر در آتن و پیرائوس وجود داشت که این رقم بعد از الحاق تسالونیک و نیز برخی از شهرهای مقدونیه بعد از جنگ‌های بالکان به یونان به ۵۰۰ نفر رسید. در طی کشتارهای سلطان عبدالحمید، ارامنه‌ای که گریخته و از کشتارها نجات یافته بودند در بندر پیرائوس پناه داده شدند. بیش از ۱۰۰۰ ارمنی از مهمان‌نوازی یونانیان بهره‌مند شدند در آن زمان تئودوروس دلیجیانیس نخست‌وزیر یونان، مهربانی پدرانه‌ای را به آنها نشان داد. بعد از عملیات قتل‌عام در امپراتوری عثمانی علیه ارامنه و یونانیان، کشور یونان ورود خیل عظیمی از پناهندگان شامل ۸۰٬۰۰۰ ارمنی و ۱٬۵۰۰٬۰۰۰ یونانی را پذیرا شد. مهاجرین عمدتاً از سیلیسیه، سمیرنا، ایونا، کنستانتینوپل و سایر نواحی آسیای صغیر به یونان آمده‌بودند. ارامنه یونان در هنر و تجارت محصولات مربوط به نقاشی، فعال بودند نظیر ادوارد ساکایان.

## بعد از استقلال ارمنستان در ۱۹۹۱
ارمنستان، استقلال خود را از اتحاد شوروی در ۱۹۹۱ به دست آورد. این کشور قبل از استقلال، مواجه با مشکلات عظیمی نظیر زلزله ۱۹۸۸ اسپیتاک و مناقشه قره باغ بود و این امر چالش جدیدی را برای ارامنه یونان و (کلاً ارامنه سراسر جهان) به وجود آورد. آنها وقتی که زلزله ویران‌گر لطمات زیادی به قسمت شمالی ارمنستان زد، سعی در کمک به مردم کشورشان را داشتند.
متعاقب آن، مشکلات بزرگ اقتصادی و زیستی نظیر گرسنگی و کمبود آب و انرژی ناشی از تحریم اعمال شده از سوی ترکیه و جمهوری آذربایجان پدید می‌آید. کمک و مواظبت موقتی از برخی از این صدها پناهنده که به یونان پناهنده شده بودند به یک درجه از سوی جامعه ارمنی پوشش داده شدند.
بر طبق آمار ۲۰۰۷ تعداد ارامنه یونان تقریباً بین ۳۵٬۰۰۰–۲۰٬۰۰۰ نفر تخمین زده می‌شوند که عمدتاً در آتیکا (آتن، پیرائوس و حومه‌های آن) و جوامع کوچک‌تر در تسالونیکی، کاوالا، کوموتینا، خانتی، آلکساندروپولیس، دیدیموتیچو، ارستیادا و کرت زندگی می‌کنند. اکثر ارامنه یونان، پیرو کلیسای حواری هستند و عده کمی از ارامنه یونان هم پیروی دو کلیسای کاتولیک و پروتستان انجیلی می‌باشند.
تعدادی از موسسات ارمنی در یونان وجود دارد که از میان آنها می‌توان به این موارد نام برد:
- دو کودکستان و مدرسه ابتدایی و سه دبیرستان در آتن و پیراس با تقریباً ۳۵۰ شاگرد که وابسته به صلیب آبی ارمنستان می‌باشند.
- یک کودکستان و یک مدرسه ابتدائی با تقریباً ۵۰ شاگرد در پالیو فالیرو که متعلق به اتحادیه کل نیکوکاران ارمنی[۲] می‌باشد.
- دو مدرسه ابتدایی یک‌روزه که از سوی صلیب آبی ارمنی در تسالونیکی و آلکساندروپل با ۵۰ تا ۷۰ شاگرد تأسیس شده‌اند.
- مرکز فرهنگی جامعه ارمنی در تسالونیکی[۳] و آرمنیکی که یک باشگاه ورزشی آماتور در آتن است.

ارامنه یونان دارای دو روزنامه هم می‌باشند یکی روزنامه «آزاد اُر» یا روز آزاد با سابقه انتشار بیش از پنجاه سال که دارای وسیع‌ترین انتشار در سراسر یونان است و دیگری هفته‌نامه نور آشخار یا دنیای نو. دو ماهنامه آرمنین (یونانی: Αρμενικά) هم هر دو ماه یک بار در آتن منتشر می‌شود. نماینده اصلی سیاسی ارامنه یونان «کمیته ملی ارمنی یونان» است که مراکز اصلی آن در آتن و شاخه‌های آن در سراسر یونان فعالیت دارد که دیدگاه‌های فدراسیون انقلابی ارمنی را بیان می‌کند. سازمان هومنت من هم در یونان فعال است که ترتیب‌دهنده برنامه‌های ورزشی و پیشاهنگی برای ارامنه یونان است.